# Inconsciente colectivo (canción)
«Inconsciente colectivo» es una canción de rock del músico argentino Charly García, grabada por primera vez en 1982, como cierre del álbum Yendo de la cama al living, primer disco solista de su carrera (el cual fue editado conjuntamente como álbum doble junto a la banda sonora Pubis angelical, grabada dos meses antes). La misma se ha vuelto un clásico y ha sido reversionada por numerosos artistas, como Mercedes Sosa y Fabiana Cantilo. Es considerada por la revista Rolling Stone como la N.º 45 entre las mejores canciones en la historia del rock argentino.

## Historia
La canción fue estrenada en el año 1980, en el Luna Park durante un recital de Serú Girán. El día 26 de diciembre de 1981, cuando Serú tocaba en el Teatro Coliseo, García presentó esta canción diciendo: "Bueno, ahora voy a hacer un tema... que me piden mucho...y lo voy a tocar...", por lo que indicaría que un año antes de su edición, la canción ya tenía cierto grado de popularidad. Esa versión que aparece en el álbum Yo no quiero volverme tan loco, editado en el año 2000, está cantada un tono entero más alto (La) que la versión original (Sol)
El tema adquirió especial notoriedad al ser cantado por la famosa cantante folclórica Mercedes Sosa, como cierre del recital de presentación del álbum, el 26 de diciembre de 1982 en el estadio de Club Ferro Carril Oeste, un acontecimiento histórico, por su significado político y cultural.
Al año siguiente la artista Mercedes Sosa la incluyó en su álbum de 1983, en la línea de romper el prejuicio de la "no mezcla" del rock y el folclore argentino, otorgándole además a la letra un claro significado político, como metáfora de la nueva etapa democrática que comenzaba a anticiparse, luego del colapso de la última dictadura cívico-militar.
También, existe una versión que tiene una letra distinta en una grabación de una fecha desconocida, que quizás explica "...Que ya fue escrita hace tiempo atrás"
Querés cantar y no podés recordar
Esa canción que era tan fácil de hacer
¡Qué viejo que estás! Tenés un año más
Y una cadena en la cabeza y los pies
Tu vida es un error cósmico atroz
Un kamikaze que además se perdió
¡Qué feo que estás! Tenés un siglo más
Y un niño muerto en una prisión.
Mama la libertad, siempre la llevaras
Dentro del corazón
La calesita va, gira que gira y ya
Cambia tu mundo hoy.
(Bis)
Mirate bien, lo que querés parecer
Te está gastando y todo vas a perder
Volvé a cantar, volvé a ser animal
Volvé a ser hombre, volvé a ser pan,
Volvé a ser chico, volvé a cantar.

## Músicos
- Charly García: Piano, teclados, bajo y voz
- Willy Iturri: Batería

## Versiones
Varios artistas han hecho distintas versiones del tema de Charly García:
- Mercedes Sosa
- Fabiana Cantilo

 Cronología del álbum En la vereda del sol

| Brillante sobre el mic (14) | Inconsciente colectivo (15) |  |